# Боде, Тьерри
Тьерри Боде́ (нидерл. Thierry Henri Philippe Baudet; род. 28 января 1983, Хемстеде, Нидерланды) — нидерландский политик. Основатель и лидер политической партии «Форум за демократию» (нидерл. Forum voor Democratie, сокр. FvD). Депутат Палаты Представителей и лидер своей фракции в нидерландском Парламенте.

## Биография
Тьерри Анри Филипп Боде родился 28 января 1983 года в городе Хемстеде, в нидерландской провинции Северная Голландия. Окончил Амстердамский университет, работал адвокатом. В 2016 году основал консервативную политическую партию «Форум за демократию», в основу идеологии легли принципы евроскептицизма и гражданского национализма.
Партия участвовала во всеобщих выборах 2017 года, получив два места в Палате представителей Парламента Нидерландов, а затем набрала больше всего мандатов на провинциальных выборах 2019 года. Тьерри Боде получил общеевропейскую известность, когда выступил против соглашения с Украиной на референдуме о подписании соглашения об ассоциации между Украиной и Европейским союзом 2016 года. Собрал более 60 тыс. подписей за прекращение расширения Евросоюза. Является сторонником полного ограничения внешней миграции в Евросоюз и запрета на включение в Евросоюз менее развитых восточноевропейских стран, таких как Украина.
В марте 2017 года Боде прошёл в парламент, его партия получила 1,78 % голосов и два парламентских мандата. С тех пор партия очень быстро растёт (насчитывает более 30 000 членов) и к концу 2018 года переместилась с двенадцатого на четвёртое место в таблице численности нидерландских партий.
На провинциальных выборах в Нидерландах в марте 2019 года его партия заняла первое место по числу проголосовавших в трёх провинциях Нидерландов, и в целом по стране.

## Политические взгляды
Тьерри Боде — убеждённый евроскептик и противник миграции. Он считает, что Евросоюз стоит на пороге катастрофы. Его партия предложила «Закон о защите голландских ценностей», который включает запрет на фиктивные браки, запрет на закрывающие лицо элементы одежды и т. д.

Выступая перед своими сторонниками после победы на выборах, Тьерри Боде обвинил в проблемах Евросоюза правящую власть, заявив:
«Мы больше не верим в Нидерланды, это точно. Мы не верим в Западную цивилизацию. Не верим в наш язык, который исчез из наших университетов. Мы больше не верим в наше искусство, наше прошлое. Мы больше не отмечаем наши национальные праздники. И посреди отсутствия веры, в этом гигантском вакууме — духовном и культурном — возникла ересь, новая и неизбежная религия, политическая теология: картель».
Боде и его сторонники требуют исключить перспективу членства Украины в ЕС и НАТО. По их мнению, это приведёт к серьёзным дестабилизирующим последствиям для Центральной Европы. Тьерри Боде уверен, что в Нидерландах также необходимо провести референдум о выходе из Евросоюза по примеру Великобритании.
Выступает за сближение Нидерландов с Россией. Его кампания против соглашения об ассоциации Украины с ЕС продемонстрировала связи Боде с российской стороной, в особенности с пророссийским деятелем Владимиром Корниловым (хотя Боде отрицал, что получал от того финансирование). Даже после полномасштабного вторжения РФ на территорию Украины в феврале 2022 года Боде продолжал защищать действия Кремля и называл себя почитателем президента Путина как «героя, который нам нужен».
Боде высказывает поддержку многим конспирологическим теориям, включая отрицание высадки астронавтов на Луну и веру в заговоры «культурных марксистов» (ЕС он называет их проектом с целью «уничтожить европейскую цивилизацию»), «глобалистских элит» и Джорджа Сороса. Последнего он, в частности, обвинял в пандемии COVID-19 как «попытке украсть нашу свободу». А в интервью, данном в октябре 2022 года, Боде даже утверждал, что миром правят «злые рептилоиды». Ряд высказываний Боде обвинялись в антисемитизме и релятивизации Холокоста.
26 октября 2023 года Боде, отправлявшегося выступать в Гентском университете по приглашению местной правой студенческой ассоциации, ударил зонтом украинец, выкрикивавший по-украински «Нет — фашизму, нет — путинизму!».